# Postępowanie uzupełniające
Postępowanie uzupełniające – jedna z kategorii postępowania dodatkowego. W Polsce jest regulowane przez art. 420 Kodeks postępowania karnego z 1997 roku.
Jeśli wyrok nie zawiera rozstrzygnięcia co do przepadku, zaliczenie tymczasowego aresztowania, zatrzymania lub środków zapobiegawczych wymienionych w art. 276 (zawieszenie oskarżonego w czynnościach służbowych lub w wykonywaniu zawodu albo nakaz powstrzymania się od określonej działalności lub od prowadzenia określonego rodzaju pojazdów) albo dowodów rzeczowych, sąd orzeka o tym postanowieniem na posiedzeniu.